# Jean Capréolus

In libros sententiarum amplissimae quaestiones, 1589

Jean Capréolus O.P. (ca. 1380, Rodez - 6 d'abril de 1444, ídem) fou un religiós francès de l'Orde dels Predicadors, un dels primers seguidors de Tomàs d'Aquino. A vegades ha estat anomenat Príncep dels Tomistes. Els seus Quatre llibres de la teologia de Sant Tomàs d'Aquino iniciaren una renovació del tomisme.

## Biografia
Només se'n coneixen pocs detalls de la seva vida. Fou un dominic incardinat a la província de Tolosa, i mestre general de l'orde a Poitiers el 1407, li fou assignada la tasca de comentar el Liber sententiarum a la Universitat de París. Començà el 1408 i fou tot un èxit.
L'any següent acabà la primera part de la seva famosa defensa de la teologia de Tomàs d'Aquino. A la Sorbona passà tots els exàmens i obtingué graus acadèmics el 1411 i el 1415. Després de servir un temps com a regent d'estudis a Tolosa, acabà a Rodés, on treballà en els seus comentaris completant les tres parts restants el 1426, 1428 i 1433.

## Obres
Al prefaci d'un compendi de l'obra de Capréolus, escrit per Isidor d'Isolanis, s'hi afirma que els manuscrits allà presents estigueren a punt de cremar-se en un incendi, però un germà llec va poder salvar-los.
Tot i que seguint l'ordre de Les sentències, els comentaris de Capréolus són una exposició aguda i calma dels ensenyaments de Tomàs d'Aquino, així com una defensa completa contra els seus crítics i detractors, entre els quals poden comptar-se Enric de Gant, Joan de Ripa, Joan Duns Escot, Pere Aureolus, Gregori de Rímini, Guillem d'Occam i altres nominalistes. Tot de cites mostren que Jean Capréolus coneixia molt bé Aristòtil i Averrois, el seu comentador. La seva escrupolosa fidelitat a Tomàs d'Aquino li valgué el sobrenom d'«Ànima de Tomàs».
Els seus comentaris foren publicats en quatre volums en foli a Venècia el 1483, el 1514, el 1519 i el 1589. El 1881, el bisbe Borret de Rodez, qui havia escrit la biografia i preparat les obres de Capréolus, suggerí que es realitzés una edició crítica dels seus comentaris, tasca que fou duta a terme pels dominics. El primer volum en va ser publicat a Tours el 1900 sota el títol Johannis Capreoli Tholosani, Ordinis Praedicatorum, Thomistarum principis, Defensiones Theologiae Divi Thomae Aquinate de novo editae cura et studio RR.PP. Ceslai Paban et Thomae Pegues.